# 腸繫膜
腸繫膜（德語：Mesenterium，/ˈmɛzənˌtɛri/）是一種雙層皺摺腹膜，附着于腸子内部及腹腔內壁，作用为固定大小肠于腹腔内。「腸繫膜」（mesentery）一般特指小腸的腸繫膜，而「腸繫膜器官」（mesenteric organ）則是指包括結腸系膜、闌尾繫膜、乙狀结腸繫膜與直腸繫膜聯合在一起的其餘大腸腸繫膜。根据利默里克大学的研究，腸繫膜顯現出解剖學與功能上的特徵，已被提名為一種器官。
傳統教學上，通常將腸繫膜描述為一種分段的結構，並將各段分別命名為升結腸繫膜、橫結腸繫膜與降結腸繫膜，而乙狀結腸系膜、闌尾繫膜與直腸繫膜也被認為分別於後腹壁終止嵌入。2012年，在詳細的顯微鏡與電子顯微鏡實驗下，確認腸繫膜為一種單一且連續性的結構，從十二指腸空腸彎曲開始延伸到直腸繫膜的遠側。此種更為簡化的概念，使得在結腸、直腸手術等不同的面向得到實質性的進展，也對於手術、解剖學與產前發育相關的科學領域有所影響。

## 臨床意義
清楚腸繫膜的構造有助於瞭解和腸繫膜有關的疾病，例如腸道旋轉不良及克隆氏症。克隆氏症患者的腸繫膜多半會變厚，因此不容易止血。而且脂肪包覆（fat wrapping）是指肠系膜脂肪在相邻胃肠道周围的延伸，會增加间皮的塑性。肠系膜紊乱与克隆氏症中粘膜的出現有病理生理学上的重叠。有些研究者認為克隆氏症主要是腸繫膜失調，因而影響胃肠道及整體的循環。
肠系膜上静脉的血栓形成會造成腸繫膜缺血，也稱為肠道缺血。腸繫膜缺血也可能是因為腸扭轉造成，腸扭轉是指小腸自身的纏繞形成的疾病，會因為太過緊密的包圍肠系膜，而造成缺血。

## 歷史
對於腸繫膜的古典解剖學描述起源於1885年，由英國外科醫師弗雷德里克·特雷弗斯爵士所貢獻，但描述為一種單層膜的構造，這種描述可以追溯到李奧納多·達文西。特雷弗斯於1888年成為第一位在英國展示闌尾切除術的醫師；他也為維多利亞女王與愛德華七世手術過。他研究了100具大體的腸繫膜與腹膜皺褶，並描述右側與左側的結腸繫膜為成人體內的痕跡組織。依據此理論，小腸繫膜、橫結腸繫膜與乙狀結腸繫膜都分別於後腹壁終止嵌入。這種主張存在於主流外科學、解剖學、胚胎學與放射學中超過一世紀。
在特雷弗斯之後10年，奧地利解剖學家卡爾·托爾特描述成人體內所有的結腸繫膜部分具有連續性。托爾特為布拉格與維也納的解剖學教授，於1879年出版了他的人類腸繫膜敘述。

## 圖廊

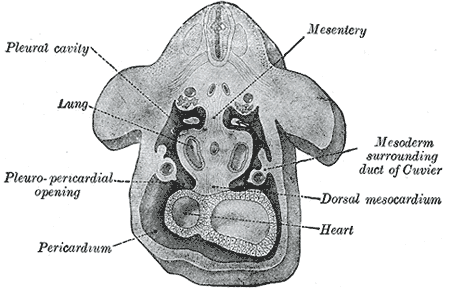
圖為人類胚胎約第4週時期的連續切片組合。
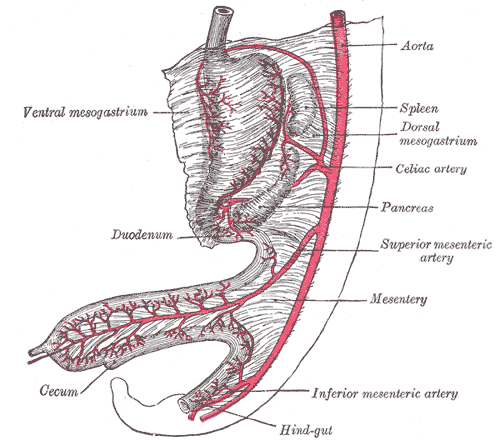
人類胚胎第6週時的腹部部分，包含了消化管與其附著的原始或共同腸繫膜。
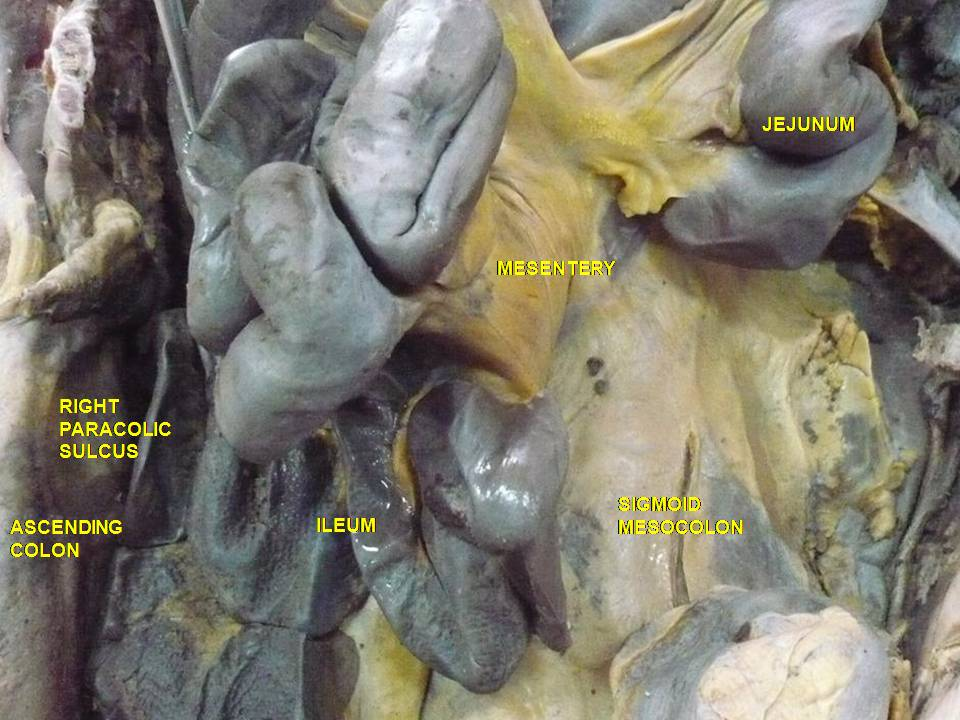
與小腸相連的腸繫膜。深層解剖，前視圖。